# Hawaiiralle
Die Hawaiiralle  (Zapornia sandwichensis, Syn.: Porzana sandwichensis), auch Hawaiisumpfhuhn genannt, ist ein ausgestorbener flugunfähiger Vogel, der auf Hawaii und eventuell auch Molokai vorkam.

## Aussehen
Es existierten eine helle (Z. sandwichiensis) und eine dunkle Form (Z. millsi). Da der Herkunftsort und -zeitpunkt der Museumsstücke nicht ausreichend bekannt ist, ist unklar ob es sich um zwei getrennte Arten oder um Färbungsvarianten derselben Art handelt.
Z. millsi war etwa 14 cm lang, hatte einen braunen Oberkopf mit grauem Anflug. Die Wangen sind tief rotbraun, die Zügel lohfarben, die Ohrdecken grau. Die tief rotbraune Brust geht an Bauch, Flanken und Schwanz in ein graues Schokoladenbraun über. Der Rücken ist dunkel rötlichbraun, weiter unten mit dunkleren Federmitten.
Z. sandwichensis war knapp 13 cm lang, heller als millsi mit deutlich schwarzen Federmitten der Rückenbefiederung.

## Lebensweise
Die flugunfähige Hawaiiralle kam auf Hawaii und eventuell auch Molokai vor. Sie bewohnte offenes Grasland und Buschwerk direkt unterhalb der Regenwälder und ähnliche Biotope in Waldlichtungen.

## Aussterbezeitpunkt und -ursache
Die Ralle wurde 1884 oder möglicherweise 1893 zuletzt lebend beobachtet. Der genaue Grund für das Aussterben der Hawaiiralle ist unbekannt. Als die Mungos, die zeitweise hierfür verantwortlich gemacht wurden, 1893 auf Hawaii eingeführt wurden, war der Vogel bereits so gut wie ausgestorben. Mangusten wurden 1883 eingeführt und sind deshalb als Ursache aus demselben Grund unwahrscheinlich. Bejagung durch Ratten, Katzen, Hunde und Menschen sind wahrscheinlichere Gründe für das Aussterben.
Der nächste Verwandte der Ralle ist das Südsee-Sumpfhuhn (Zapornia tabuensis).